# 通菜街

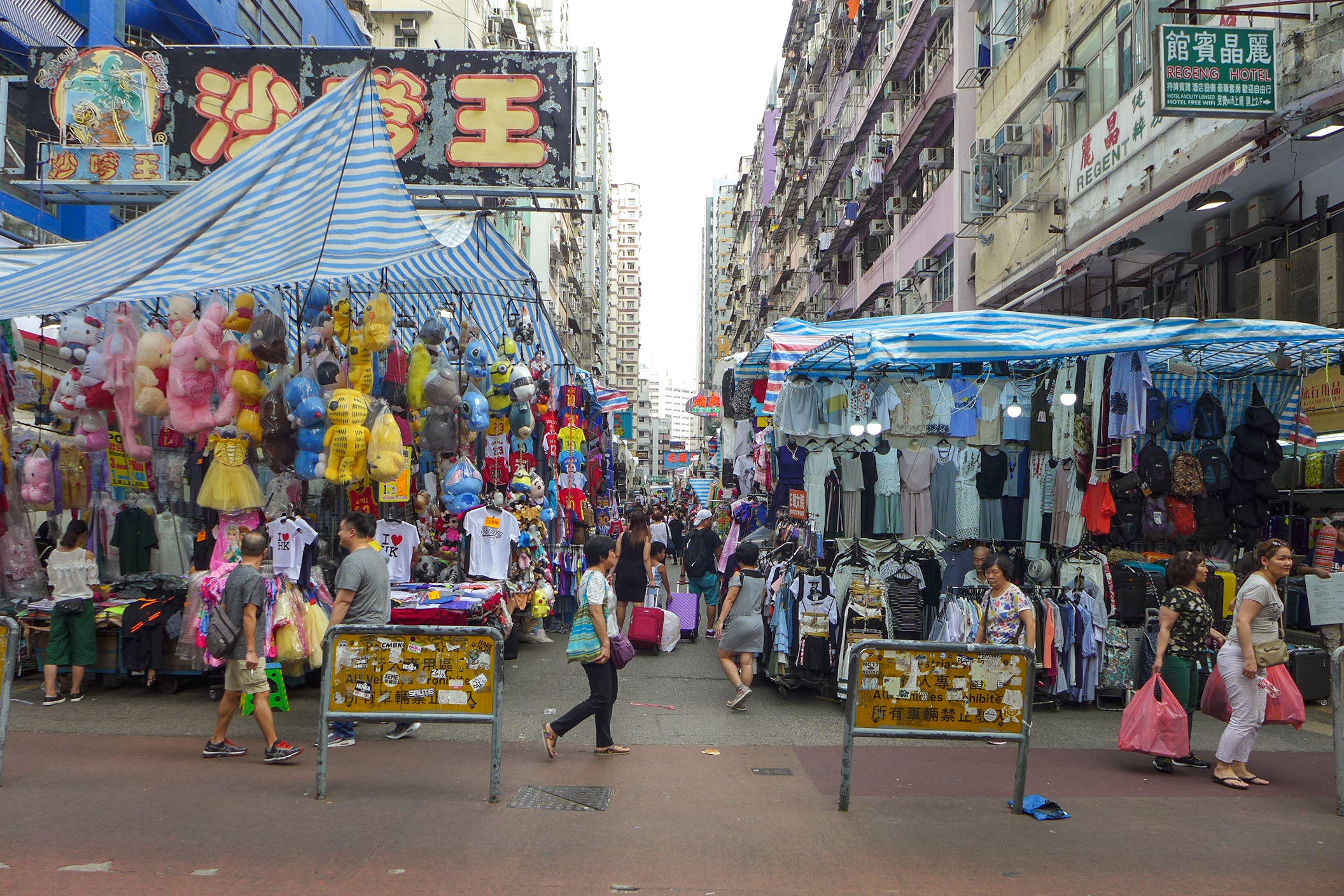
通菜街近豉油街的小販購物區 (2017年)

22°19′8.8602″N 114°10′14.1126″E / 22.319127833°N 114.170586833°E
通菜街（英語：Tung Choi Street）是香港九龍油尖旺區的一條著名道路，位於旺角彌敦道之東，北至界限街，南至登打士街。現時這條街道是香港具代表性的購物區，全長約1260米。

## 歷史
大約在東漢時期， 通菜街一帶已經有先民聚居（ 二零零四年五月七日在通菜街和豉油街交界處發現東漢陶器，此外還發掘出兩晉時期的文物和唐代文物 ）.
1924年，旺角芒角村拓展道路。由於這條道路的位置，本來是種植通菜的水田，所以就被命名為通菜街。
1970年代，開闢露天小販購物區，主要販賣便宜的美麗衣服及飾物，故被稱為女人街。另一段則被稱為金魚街，因此段店舖主要以販賣金魚和動物為主。

## 交通
| 交通路線列表                                                                                          |
| --- |
| 港鐵 - █ 觀塘綫、 █ 荃灣綫：油麻地站A2出口（步行5-10分鐘）、旺角站B2、B3、D3、E2出口、太子站A、B2出口 |

## 沿路著名地點
- 女人街
- 金魚街

## 圖集

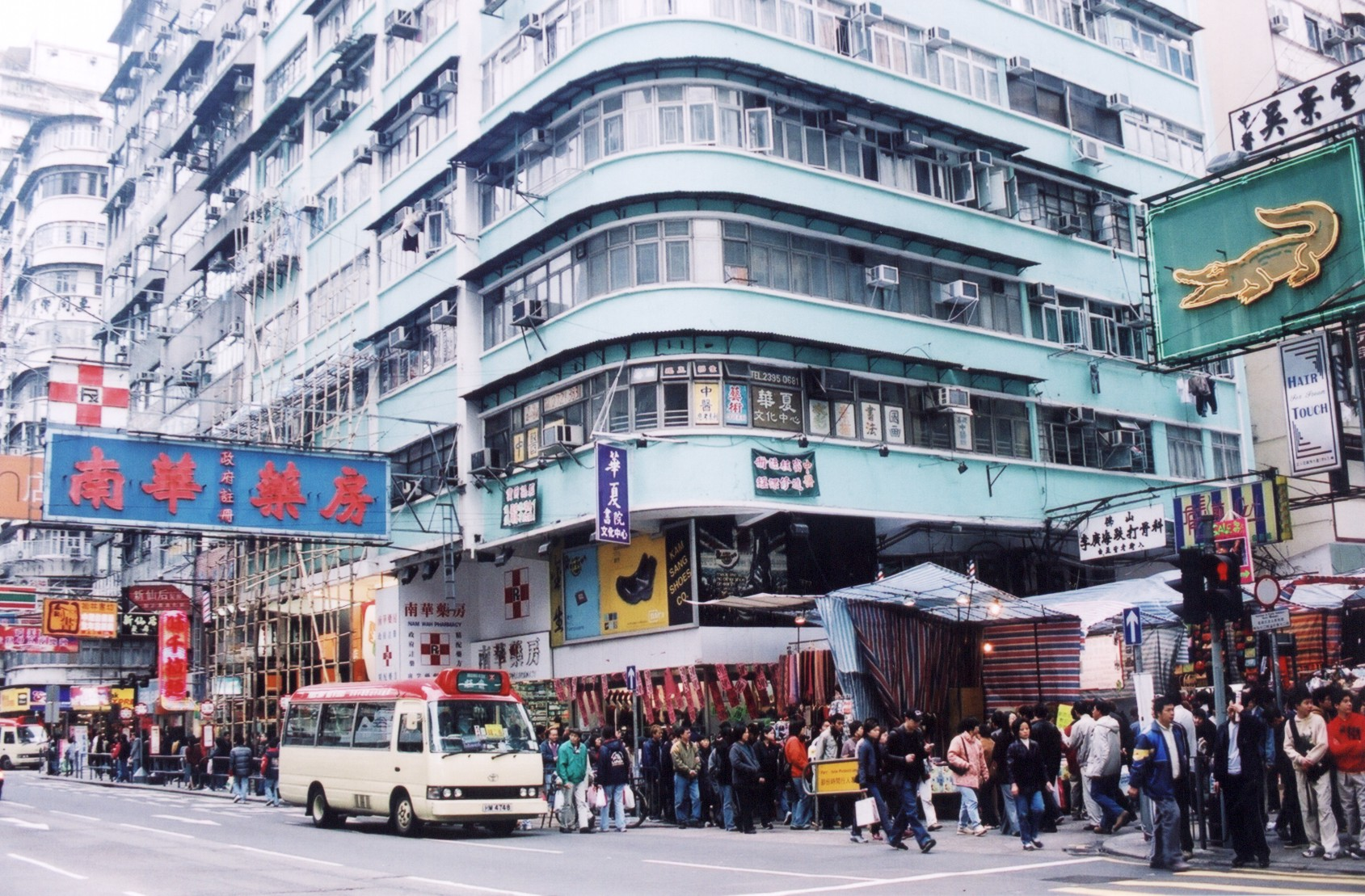
通菜街鄰近華夏書院路段 (2006年)
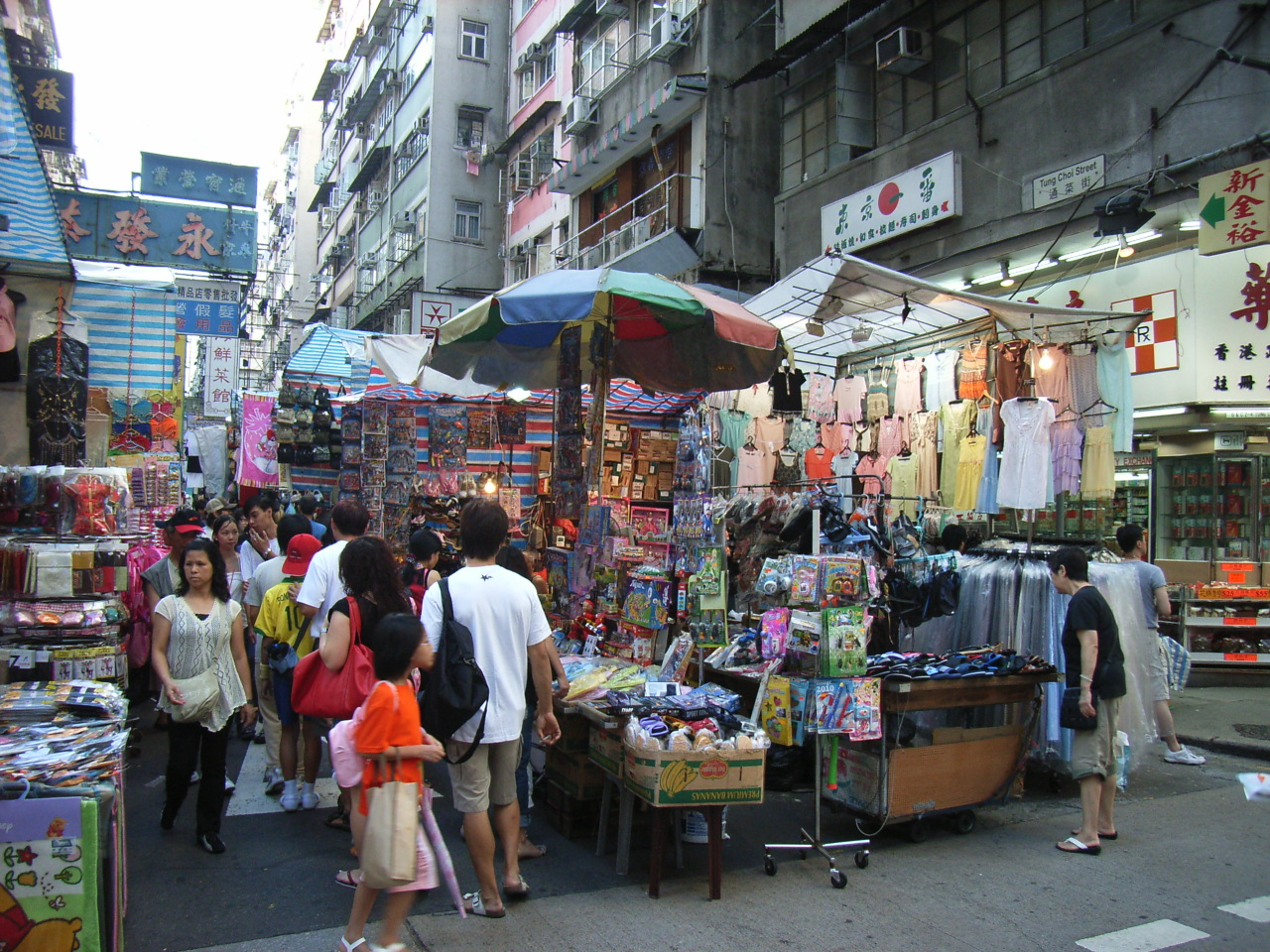
通菜街 (2006年)
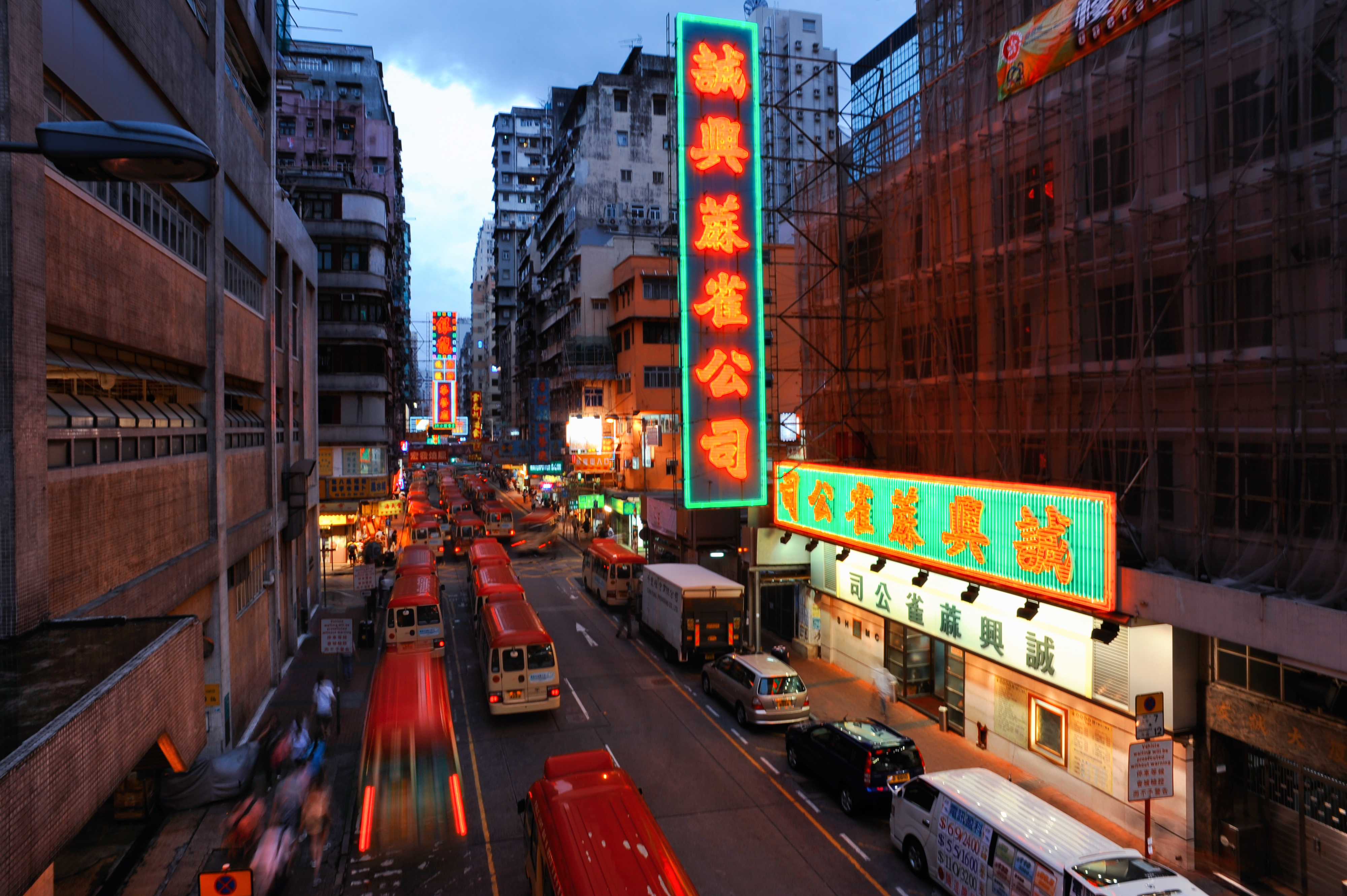
從旺角道向南俯瞰通菜街（2010年）
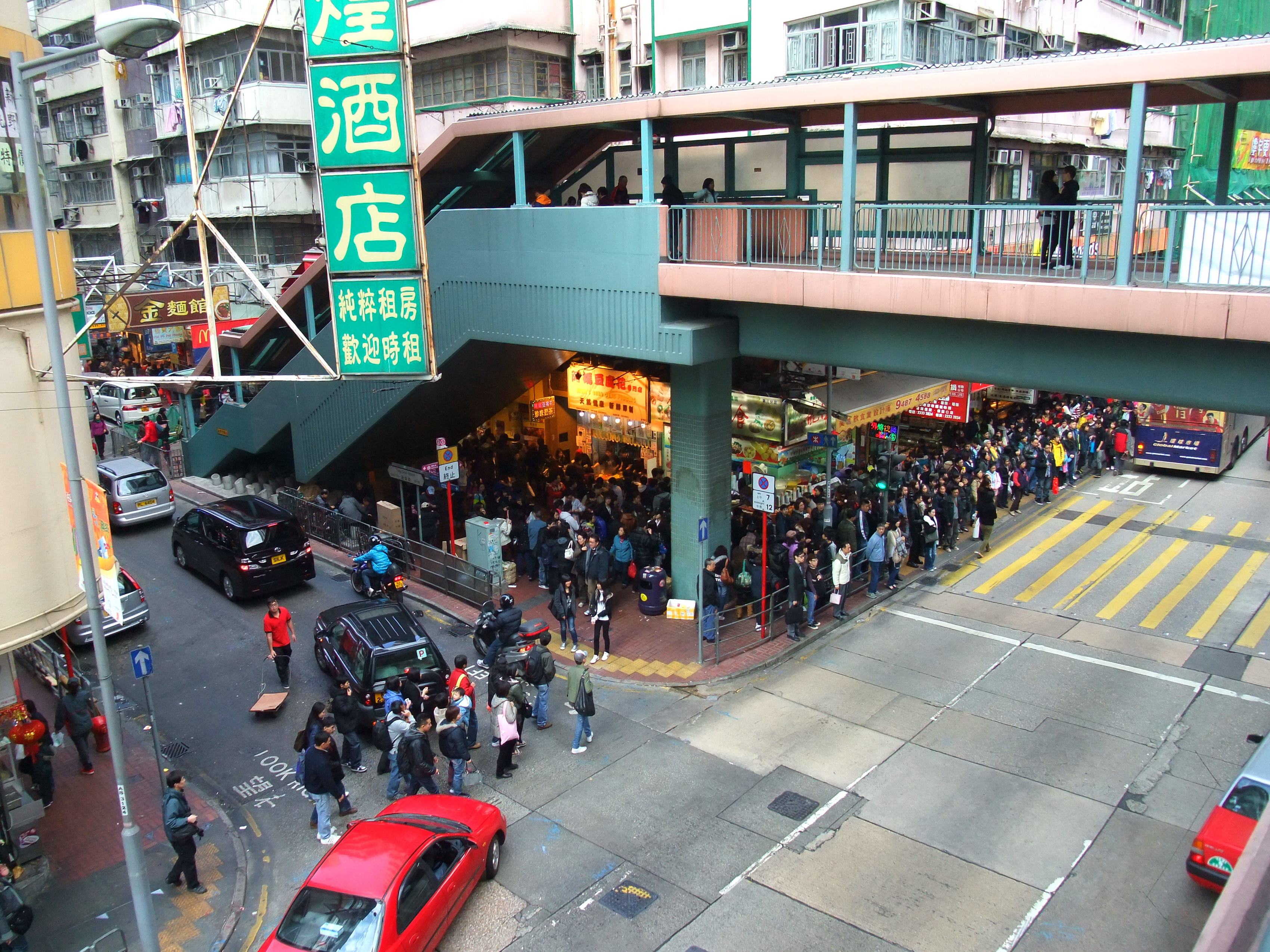
從旺角新行人天橋網絡望向旺角道與通菜街交界（2011年）
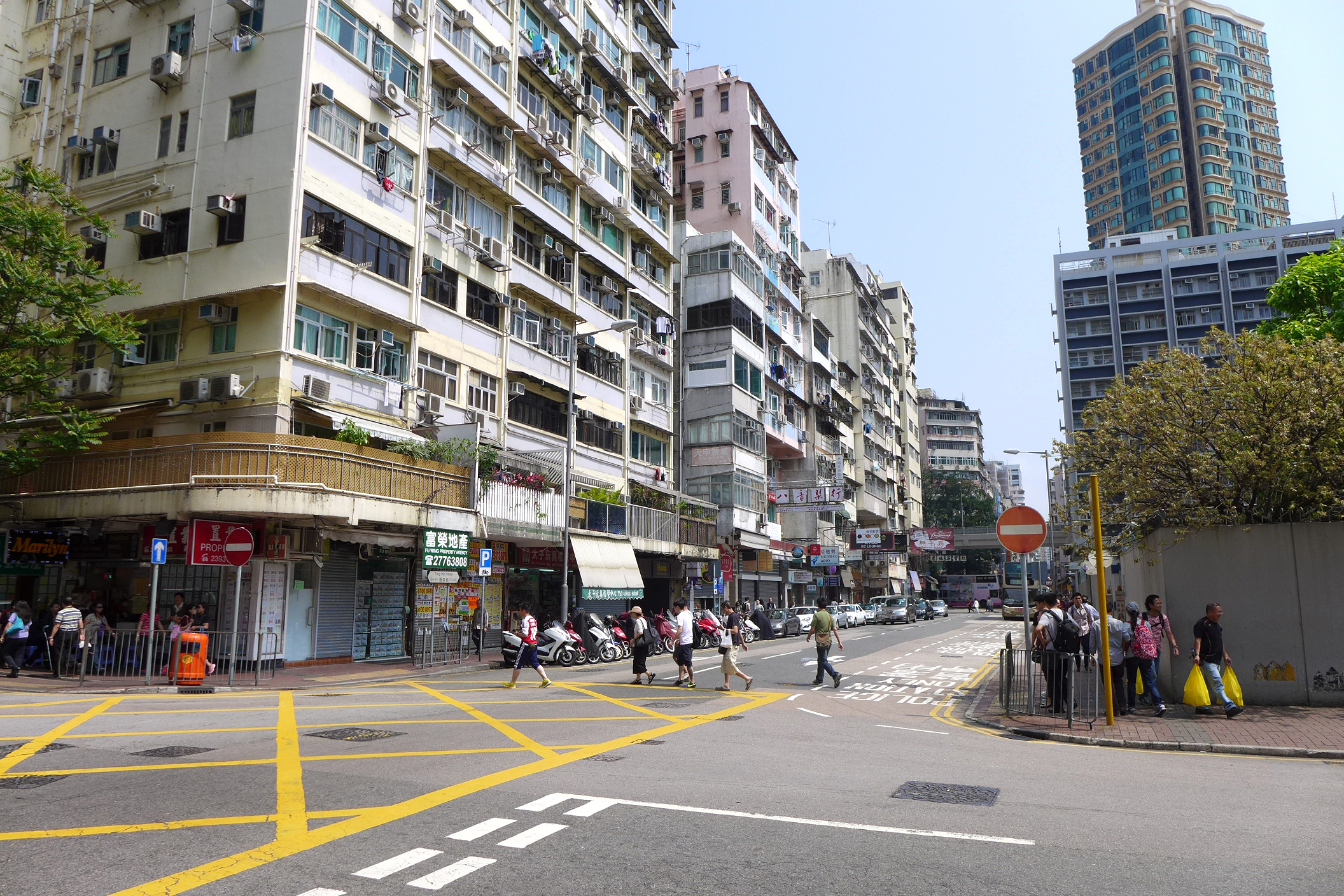
通菜街近運動場道（2015年）
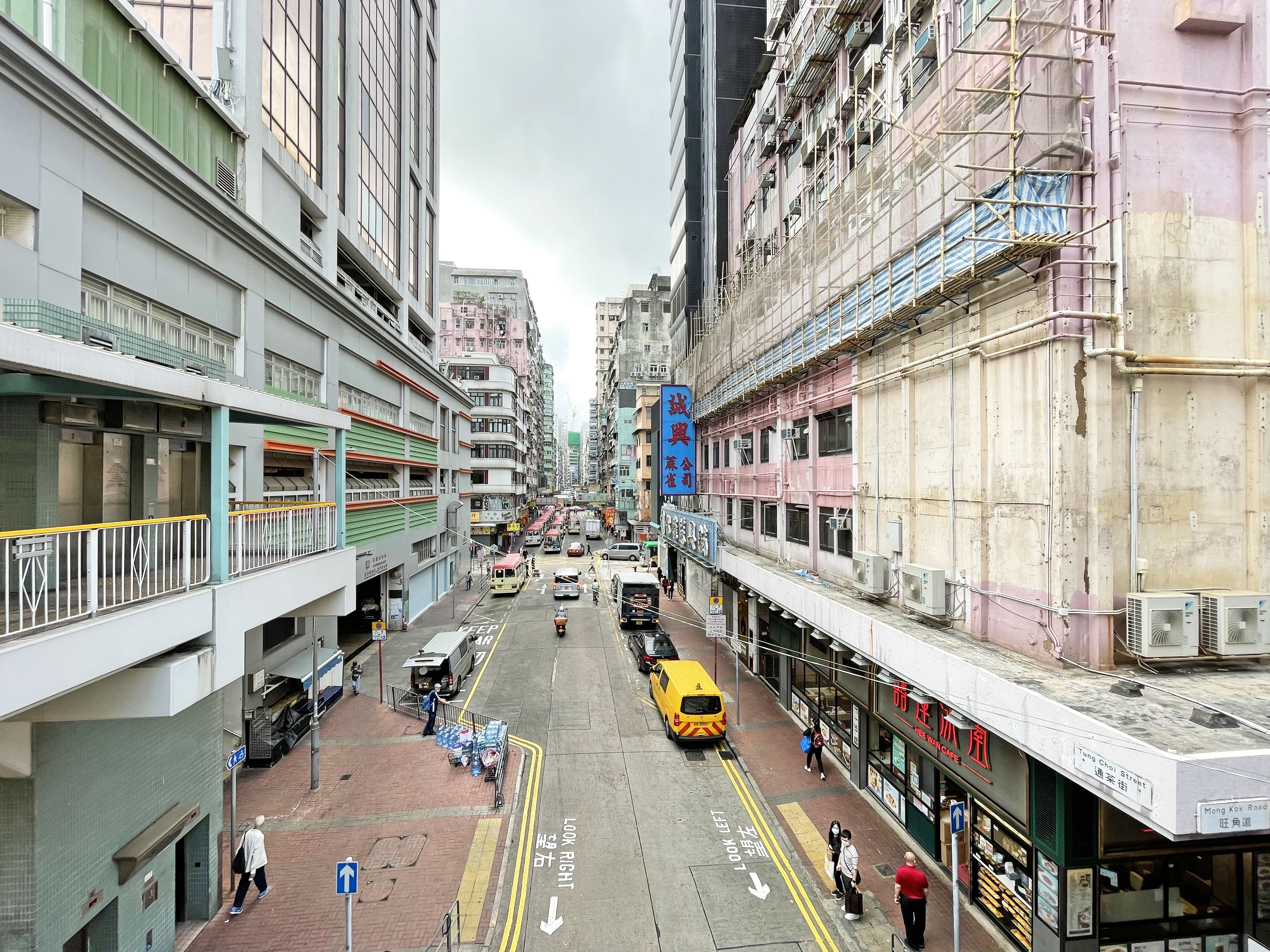
通菜街南面近旺角道（2021年3月）